# Þórarinn Eldjárn

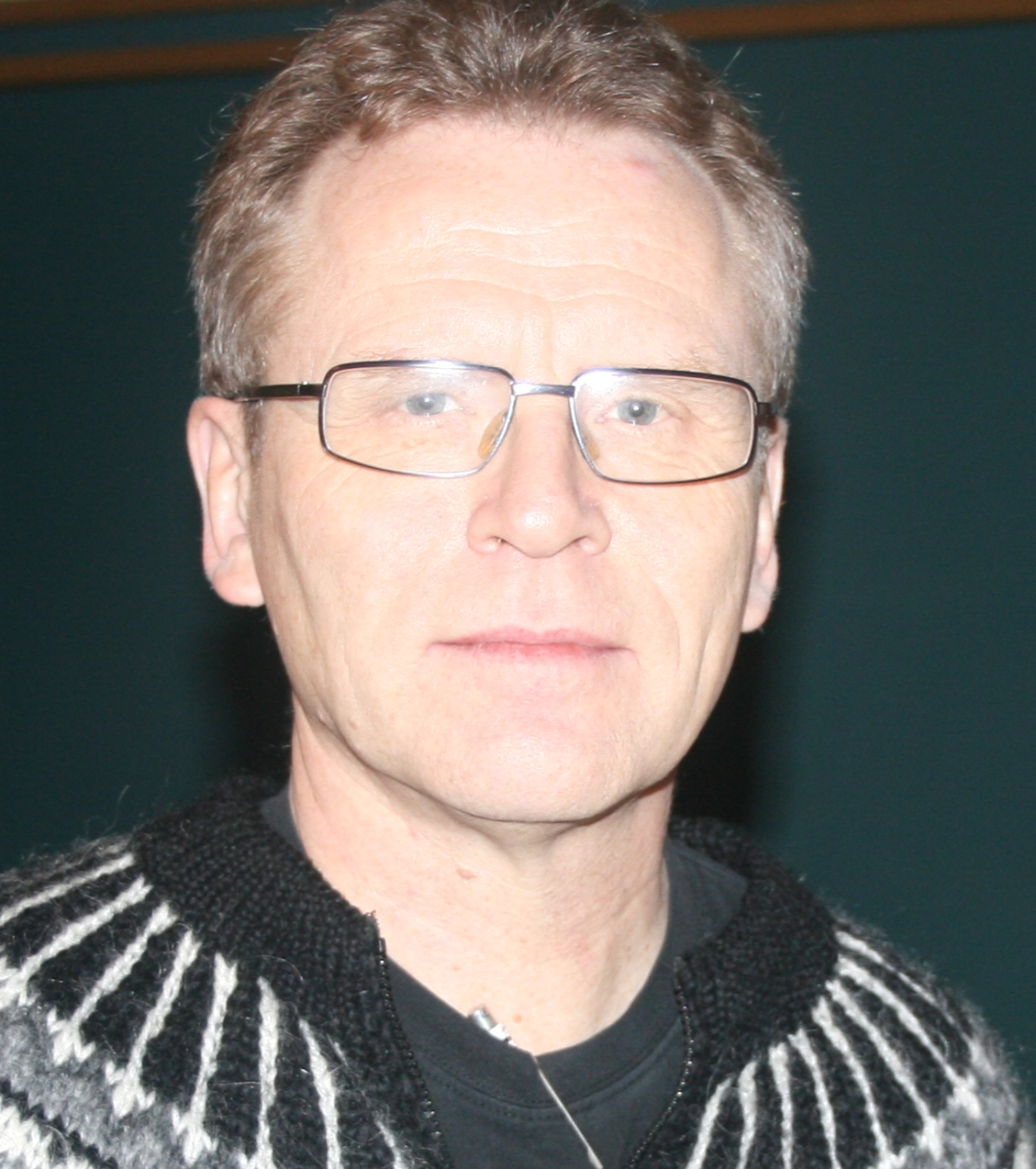
Þórarinn Eldjárn (2011)

Þórarinn Eldjárn (transkribiert Thórarinn Eldjárn; * 22. August 1949 in Reykjavík) ist ein isländischer Schriftsteller.

## Leben
Er studierte Isländisch, Literatur und Philosophie in Schweden und Island. Seit 1975 arbeitet er als Schriftsteller und Übersetzer und gehört, vor allem durch sein Bestreben, die Kurzgeschichte im Isländischen weiterzuentwickeln, zu den bekanntesten Autoren Islands. Sein Werk ist groß, reicht von Romanen und Kurzgeschichten bis zu Gedichten, Anekdoten, Aphorismen und Kinderbüchern. Sein bekanntestes Werk, Brotahöfuð (englische Übersetzung unter dem Titel The Blue Tower erschienen, deutsche Übersetzung als Im Blauturm), war 2001 für den IMPAC-Literatur-Preis in Dublin nominiert. 2008 veröffentlichte der isländische Verlag Vaka-Helgafell seine komplette Gedichtsammlung, die sofort ein Bestseller wurde. Trotz seines Erfolgs in Island wurde nur ein kleiner Teil seiner Werke ins Deutsche übersetzt. Neben dem Roman Im Blauturm ist unter dem Titel Die glücklichste Nation unter der Sonne eine Anthologie mit kleineren Erzählungen erschienen.
Sein Vater war Kristján Eldjárn, der dritte Präsident von Island. Sein Sohn Halldór ist Gründungsmitglied der Band Sykur. Der Autor lebt in Reykjavík.

## Werke (Auswahl)
- Kyrr kjör.  Iðunn, Reykjavík 1983. (Biographischer Roman über den Dichter Guðmundur Bergþórsson)
- Brotahöfuð. Forlagið, Reykjavík 1996, ISBN 9979-53-304-8.
  - Deutsche Übersetzung: Im Blauturm. Aus dem Isländischen von Coletta Bürling. Conte-Verlag, Saarbrücken 2012, ISBN 978-3-941657-76-2.
- Die glücklichste Nation unter der Sonne. Geschichten aus Island. Aus dem Isländischen von Coletta Bürling. Conte-Verlag, Saarbrücken 2011, ISBN 978-3-941657-33-5.

## Auszeichnungen
- 1998: Jónas-Hallgrímsson-Preis zur Stärkung der isländischen Sprache
- 2003: Falkenorden (Ritter)[1]
- 2006: Guðmundur-Böðvarsson-Poesiepreis